# Cardiocondyla badonei
Cardiocondyla badonei é uma espécie de formiga do gênero Cardiocondyla, pertencente à subfamília Myrmicinae.